# Бураков, Юрий Николаевич
Юрий Николаевич Бураков (1 мая 1922, Баку — 19 октября 1994, Москва) — кадровый военный, инженер, краевед и художник.

## Биография
Ю. Н. Бураков родился 1 мая 1922 года в городе Баку, в семье военнослужащего.
В 1927 семья переехала в Москву.
Окончил школу в 1941. С началом Великой Отечественной войны добровольцем ушёл на фронт. Служил в разведке 155-й дивизии в Подмосковье, под Калинином, затем — на Украинском фронте. Кавалер двух степеней ордена Отечественной войны.
После войны окончил Интендантское училище в Омске, служил в Крыму, на Украине.
С 1955 по 1958 учился в Ленинграде в Академии тыла и транспорта, затем служил в Армении до 1962, когда по болезни был уволен из армии.
С 1962 Ю. Н. Бураков постоянно жил в Москве, работал в научно-исследовательском институте.
В 1974 защитил диссертацию на степень кандидата технических наук.
В 1982 вышел на пенсию.
Похоронен на Донском кладбище.

### Москвоведение
Ю. Н. Бураков рано начал интересоваться историей Москвы, много работал в архивах, рисовал архитектурные памятники. Итогом его изучения истории московских монастырей стали серия статей в журнале «Наука и религия» и книга «Под сенью монастырей московских» (М., 1991), которую он иллюстрировал своими рисунками.
Опубликовал серию статей и по истории общин сестёр милосердия. В его архиве сохранились рисунки 60 московских монастырей и общин сестёр милосердия.

### Общественная работа
Десять лет Ю. Н. Бураков работал в Военно-исторической комиссии Московского городского отделения ВООПИиК.
С 1991 он возглавлял общественную Ассоциацию «Дом памяти», которая вместе с Московским комитетом ветеранов войны выступила с программой увековечения памяти защитников Москвы. Программа включала занесение на надгробия более 100 тысяч имён, сооружение мемориала с подземным родником и часовни на Поклонной горе.

## Публикации
- Бураков Ю. Н. Под сенью монастырей московских / Текст и рисунки Ю. Н. Буракова.. — М.: Московский рабочий, 1991. — 288, [16] с. — 50 000 экз. — ISBN 5-239-01172-9 (обл.).